# Max Purcell
Max Purcell (Sydney, Austràlia, 3 d'abril de 1998) és un tennista australià.
En el seu palmarès destaca dos títols de Grand Slam aconseguit a Wimbledon (2022) i US Open (2024) en la modalitat de dobles masculins junt a Matthew Ebden i Jordan Thompson respectivament. També va ser finalista en tres ocasions més. Ha guanyat tres títols en el circuit ATP que li van permetre arribar al vuitè lloc del rànquing de dobles, mentre que individualment va arribar al 43è lloc del rànquing sense cap títol.
Ha format part de l'equip australià de Copa Davis en diverses ocasions, sent finalista en l'edició de 2022.

## Torneigs de Grand Slam

### Dobles masculins: 5 (2−3)
| Resultat  | Núm. | Any  | Torneig              | Parella         | Oponents                        | Marcador                         |
| --------- | ---- | ---- | -------------------- | --------------- | ------------------------------- | -------------------------------- |
| Finalista | 1.   | 2020 | Open d'Austràlia     | Luke Saville    | Rajeev Ram Joe Salisbury        | 4−6, 2−6                         |
| Finalista | 2.   | 2022 | Open d'Austràlia (2) | Matthew Ebden   | Thanasi Kokkinakis Nick Kyrgios | 5−7, 4−6                         |
| Guanyador | 1.   | 2022 | Wimbledon            | Matthew Ebden   | Nikola Mektić Mate Pavić        | 7−6(5), 6−7(3), 4−6, 6−4, 7−6(2) |
| Finalista | 3.   | 2024 | Wimbledon            | Jordan Thompson | Harri Heliövaara Henry Patten   | 6−7(7), 7−6(8), 7−6(9)           |
| Guanyador | 2.   | 2024 | US Open              | Jordan Thompson | Kevin Krawietz Tim Pütz         | 6−4, 7−6(4)                      |

## Palmarès

### Individual: 1 (0−1)
| Llegenda                          |
| --------------------------------- |
| Grand Slams (0−0)                 |
| ATP Finals (0−0)                  |
| ATP World Tour Masters 1000 (0−0) |
| ATP World Tour 500 (0−0)          |
| ATP World Tour 250 (0−1)          |

| Títols per superfície |
| --------------------- |
| Dura (0−0)            |
| Gespa (0−1)           |
| Terra batuda (0−0)    |

| Resultat  | Núm. | Data               | Torneig                | Superfície | Oponent      | Marcador |
| --------- | ---- | ------------------ | ---------------------- | ---------- | ------------ | -------- |
| Finalista | 1.   | 29 de juny de 2024 | Eastbourne, Regne Unit | Gespa      | Taylor Fritz | 3−6, 4−6 |

### Dobles masculins: 15 (8−7)
| Llegenda                          |
| --------------------------------- |
| Grand Slams (2−3)                 |
| ATP Finals (0−0)                  |
| ATP World Tour Masters 1000 (0−0) |
| ATP World Tour 500 (1−0)          |
| ATP World Tour 250 (5−4)          |

| Títols per superfície |
| --------------------- |
| Dura (4−3)            |
| Gespa (1−3)           |
| Terra batuda (3−1)    |

| Resultat  | Núm. | Data                  | Torneig                         | Superfície   | Parella          | Oponents                             | Marcador                         |
| --------- | ---- | --------------------- | ------------------------------- | ------------ | ---------------- | ------------------------------------ | -------------------------------- |
| Finalista | 1.   | 2 de febrer de 2020   | Open d'Austràlia, Austràlia     | Dura         | Luke Saville     | Rajeev Ram Joe Salisbury             | 4−6, 2−6                         |
| Finalista | 2.   | 1 de novembre de 2020 | Nursultan, Kazakhstan           | Dura (i)     | Luke Saville     | Sander Gillé Joran Vliegen           | 5−7, 3−6                         |
| Finalista | 3.   | 30 de gener de 2022   | Open d'Austràlia (2)            | Dura         | Matthew Ebden    | Thanasi Kokkinakis Nick Kyrgios      | 5−7, 4−6                         |
| Guanyador | 1.   | 10 d'abril de 2022    | Houston, Estats Units           | Terra batuda | Matthew Ebden    | Ivan Sabanov Matej Sabanov           | 6−3, 6−3                         |
| Finalista | 4.   | 12 de juny de 2022    | 's-Hertogenbosch, Països Baixos | Gespa        | Matthew Ebden    | Wesley Koolhof Neal Skupski          | 6−4, 5−7, [6−10]                 |
| Guanyador | 2.   | 10 de juliol de 2022  | Wimbledon, Regne Unit           | Gespa        | Matthew Ebden    | Nikola Mektić Mate Pavić             | 7−6(5), 6−7(3), 4−6, 6−4, 7−6(2) |
| Guanyador | 3.   | 9 d'abril de 2023     | Houston (2)                     | Terra batuda | Jordan Thompson  | Julian Cash Henry Patten             | 4−6, 6−4, [10−5]                 |
| Finalista | 5.   | 23 de juliol de 2023  | Newport, Estats Units           | Gespa        | William Blumberg | Nathaniel Lammons Jackson Withrow    | 3−6, 7−5, [5−10]                 |
| Finalista | 6.   | 30 de juliol de 2023  | Atlanta, Estats Units           | Dura         | Jordan Thompson  | Nathaniel Lammons Jackson Withrow    | 6−7(3), 6−7(4)                   |
| Guanyador | 4.   | 22 d'octubre de 2023  | Tòquio, Japó                    | Dura         | Rinky Hijikata   | Jamie Murray Michael Venus           | 6−4, 6−1                         |
| Guanyador | 5.   | 11 de febrer de 2024  | Dallas, Estats Units            | Dura         | Jordan Thompson  | William Blumberg Rinky Hijikata      | 6−4, 2−6, [10−8]                 |
| Guanyador | 6.   | 24 de febrer de 2024  | Los Cabos, Mèxic                | Dura         | Jordan Thompson  | Gonzalo Escobar Aleksandr Nedovyesov | 7−5, 7−6(2)                      |
| Guanyador | 7.   | 7 d'abril de 2024     | Houston (3)                     | Terra batuda | Jordan Thompson  | William Blumberg John Peers          | 7−5, 6−1                         |
| Finalista | 7.   | 13 de juliol de 2024  | Wimbledon                       | Gespa        | Jordan Thompson  | Harri Heliövaara Henry Patten        | 7−6(7), 6−7(8), 6−7(9)           |
| Guanyador | 8.   | 7 de setembre de 2024 | US Open, Estats Units           | Dura         | Jordan Thompson  | Kevin Krawietz Tim Pütz              | 6−4, 7−6(4)                      |

### Equips: 2 (0−2)
| Resultat  | Núm. | Data                   | Torneig                     | Superfície | Equip                                                           | Oponents                                                                           | Marcador |
| --------- | ---- | ---------------------- | --------------------------- | ---------- | --------------------------------------------------------------- | ---------------------------------------------------------------------------------- | -------- |
| Finalista | 1.   | 27 de novembre de 2022 | Copa Davis, Màlaga, Espanya | Dura (i)   | Matthew Ebden Thanasi Kokkinakis Alex de Minaur Jordan Thompson | F. Auger-Aliassime Gabriel Diallo Alexis Galarneau Vasek Pospisil Denis Shapovalov | 0−2      |
| Finalista | 2.   | 26 de novembre de 2023 | Copa Davis, Màlaga (2)      | Dura (i)   | Matthew Ebden Alex de Minaur Alexei Popyrin Jordan Thompson     | Matteo Arnaldi Simone Bolelli Lorenzo Musetti Jannik Sinner Lorenzo Sonego         | 0−2      |

## Trajectòria

### Individual
| Open d'Austràlia | Q1          | Q1          | Q1          | 1R          | Q2  | Q2  | 1R | 2R | 0 / 3   | 1 – 3   |
| Roland Garros | A           | A           | A           | Q2          | A   | Q1  | 2R |    | 0 / 1   | 1 – 1   |
| Wimbledon | A           | Q1          | A           | NC          | A   | 1R  | 1R |    | 0 / 2   | 0 – 2   |
| US Open | A           | Q1          | Q2          | A           | 1R  | Q2  | 1R |    | 0 / 2   | 0 – 2   |
| Jocs Olímpics | No celebrat | No celebrat | No celebrat | No celebrat | 2R  | NC  | NC |    | 0 / 1   | 1 – 1   |
| Total Victòries–Derrotes                                                                                                   | 0−0         | 0−1         | 0−0         | 0−1         | 6−5 | 2−6 |    |    | 14 – 24 | 14 – 24 |
| Rànquing a final d'any | 277         | 280         | 221         | 239         | 176 | 220 |    |    |         |         |
| Llegenda: G: Guanyador; F: Finalista; SF: Semifinalista; QF: Quarts de final; Q: Qualificació; A: Absent; RR: Round Robin; |             |             |             |             |     |     |    |    |         |         |

### Dobles masculins
| Open d'Austràlia | 1R          | 2R          | 1R          | F           | 2R    | F     | 2R | 2R | 0 / 8   | 14 – 8  |
| Roland Garros | A           | A           | A           | 1R          | 3R    | 1R    | 2R |    | 0 / 4   | 3 – 4   |
| Wimbledon | A           | A           | 1R          | NC          | 3R    | G     | 3R |    | 1 / 4   | 10 – 3  |
| US Open | A           | A           | A           | 1R          | QF    | 3R    | 1R |    | 0 / 4   | 5 – 4   |
| Jocs Olímpics | No celebrat | No celebrat | No celebrat | No celebrat | 1R    | NC    | NC |    | 0 / 1   | 0 – 1   |
| Total Victòries–Derrotes                                                                                                   | 0−1         | 1−1         | 0−4         | 13−12       | 13−13 | 30−16 |    |    | 79 – 57 | 79 – 57 |
| Rànquing a final d'any | 226         | 128         | 88          | 38          | 33    | 33    |    |    |         |         |
| Llegenda: G: Guanyador; F: Finalista; SF: Semifinalista; QF: Quarts de final; Q: Qualificació; A: Absent; RR: Round Robin; |             |             |             |             |       |       |    |    |         |         |

### Dobles mixts
| Open d'Austràlia | QF | A  | 2R | 1R | 0 / 3 | 3 – 3 |
| Roland Garros | A  | A  | A  |    | 0 / 0 | 0 – 0 |
| Wimbledon | 2R | 1R | A  |    | 0 / 2 | 1 – 2 |
| US Open | SF | 2R | A  |    | 0 / 2 | 4 – 2 |
| Llegenda: G: Guanyador; F: Finalista; SF: Semifinalista; QF: Quarts de final; Q: Qualificació; A: Absent; RR: Round Robin; |    |    |    |    |       |       |